# Listă de personalități din orașul Botoșani
Această este o listă a personalităților botoșănene.

## Literatură[1]
- Mihai Eminescu (1850 - 1889), poet, prozator și jurnalist;
- Mihail Sorbul (1885–1966), dramaturg interbelic;
- Sofia Nădejde (1856–1946), publicistă, prozatoare și autoare dramatică;
- Dumitru Murărașu (1896–1984), critic și istoric literar;
- Alexandru Graur (1900–1988), lingvist, membru al Academiei Române;
- Max Blecher (1909–1938), romancier român de origine evreiască;
- Lucien Goldmann (1913–1970), filozof, critic literar și sociolog francez;
- Israil Bercovici (1921–1988), dramaturg evreu, de origine română, om de teatru și traducător;
- Isidore Isou (pseudonimul lui Jean-Isidore Goldstein, 1925–2007), scriitor francez de origine română;
- Paul Eugen Banciu (n. 1943), fost director al Bibliotecii județene Timiș;
- Dan Lungu (n. 1969), scriitor, politician, profesor universitar;
- Theodor Damian (n. 1951), poet, eseist, stabilit în SUA;
- Enric Furtună (1881 - 1965), poet, dramaturg, emigrat în Brazilia;
- Constantin Gane (1885 - 1962), prozator, memorialist;
- Dumitru Ignat (n. 1942), poet, membru al Uniunii Scriitorilor din România;
- Barbu Lăzăreanu (1881 - 1957), istoric literar și publicist, membru titular al Academiei Române;
- Henric Sanielevici (1875 - 1951), critic literar, cu diverse preocupări științifice;
- Ion Sân-Giorgiu (1893 - 1950), critic literar, eseist, jurnalist;
- Dan Sociu (n. 1978), scriitor.

## Muzică
- George Enescu (1881 – 1955), compozitor, violonist, pedagog, pianist și dirijor român.
- Barbu Lăzăreanu (1881–1957), istoric literar, publicist, membru titular al Academiei Române (1948), doctor în filologie;
- Didia Saint Georges (1888 - 1979), compozitoare;
- Emanoil Ciomac (1890 - 1962), muzicolog;
- Ovidiu Cernăuțeanu (n. 1974), cântăreț, compozitor; emigrat în Norvegia;
- Ioana Ignat (n. 22 iulie 1998), cântăreață;
- Marko Glass (n. 2000),  cântăreț;

## Pictură
- Ștefan Luchian - (n. 1 februarie 1868, Ștefănești, Botoșani – d. 28 iunie 1916, București), pictor român, denumit poetul plastic al florilor.
- Octav Băncilă (n. 4 februarie 1872 – d. 3 aprilie 1944), pictor realist român și activist politic de stânga.

## Știință
- Nicolae Iorga (n. 17 ianuarie 1871, Botoșani – d. 27 noiembrie 1940, Strejnic, județul Prahova) a fost un istoric, critic literar, documentarist, dramaturg, poet, enciclopedist, memorialist, ministru, parlamentar, prim-ministru, profesor universitar și academician.
- Adolf Kaț (n. 31 martie 1913 - ?), economist sovietic moldovean.
- Leon Dănăilă (n. 1 iulie 1933, Darabani, Botoșani, România) este medic specialist neurochirurg la Spitalul "Gh. Marinescu" din București și politician. El a fost ales membru corespondent al Academiei Române (la 24 octombrie 1997) și apoi membru titular al acesteia (din 20 decembrie 2004). Numărul mare al intervențiilor chirurgicale realizate (peste 40.000), precum și excelentele rezultate obținute postoperator prin reducerea semnificativă a mortalității (sub 4%) îl situează în rândul celor mai mari neurochirurgi din lume.
- Dimitrie Pompeiu (n. 22 septembrie 1873, Broscăuți, județul Botoșani - d. 8 octombrie 1954, București) a fost un matematician român, profesor la universitățile din Iași, București și Cluj, membru titular al Academiei Române.
- Auxențiu Vărzărescu (ortografiat în latină Oxendius Verzerescul, în armeană Օշենտիոս Վըրզարեան - Oșendios Vărzarean, în maghiară Verzár Oxendius) (n. 1655, Botoșani — d. 10 martie 1715, Viena), primul episcop catolic de rit armean de Gherla.
- Gheorghe Cuciureanu (n. 1814, Botoșani - d. 10/22 ianuarie 1886, Iași), medic și om politic român, membru de onoare (din 1871) al Academiei Române;
- Simion Sanielevici (n. 4 august 1870, Botoșani – d. 12 august 1963, Klagenfurt, Austria), academician român, de origine evreu, matematician, membru de onoare (1948) al Academiei Române.
- Elie Radu (n. 20 aprilie 1853, Botoșani – d. 10 octombrie 1931), inginer constructor de poduri și șosele, pedagog și academician român.
- Dimitrie Negreanu (n. 25 octombrie 1858, Botoșani – d. 30 aprilie 1908, București), fizician român, membru corespondent al Academiei Române.
- Grigore Antipa (n. 27 noiembrie 1867, Botoșani - d. 9 martie1944, București), biolog darvinist, zoolog, ihtiolog, ecolog, oceanolog și profesor universitar român.
- Constantin Gane (n. 1885 – d. 1962), scriitor și istoric, asasinat de comuniști în închisoarea de la Adjud.
- Octav Onicescu (n. 20 august 1892, Botoșani – d. 19 august 1983, București) matematician, întemeietor al școlii românești de teoria probabilităților.
- Neculai Zaharia (1899 - 1984), istoric, arheolog;
- Gheorghe O. Lupașcu (n. 22 martie 1908, Botoșani – d. 19 noiembrie 1979, București), parazitolog român, membru corespondent al Academiei Române (din 1948).
- Victor Tufescu (n. 19 noiembrie/2 decembrie 1908, Botoșani – d. 2000), geograf român, membru titular (1992) al Academiei Române;
- Emil Max (1834 - 1894), medic ginecolog.
- Isaac Leon Kandel - (1881 – 1965), profesor american
- Dumitru T. Murariu - (n. 21 septembrie 1940 localitatea Ungureni, judetul Botoșani), biolog, zoolog, membru corespondent (2006), titular (2021) al Academiei Romane. Președinte al Comisiei Naționale pentru Cercetări Antarctice și Medii Extreme Prim-vicepreședinte al Comitetului Român pentru Istoria și Filosofia Științei și Tehnicii (CRIFST) https://acad.ro/acad_membri/membri/Murariu_Dumitru.html

## Religie
- Iosif Gheorghian (1829 - 1909), cleric, care a deținut în două rânduri demnitatea de mitropolit-primat al Bisericii Ortodoxe Române (1886-1893, 1896-1909).
- Părintele Cleopa (n. 10 aprilie 1912, com. Sulița, județul Botoșani – d. 2 decembrie 1998, Mănăstirea Sihăstria) arhimandrit și stareț la Mănăstirea Sihăstria, renumit trăitor al credinței ortodoxe, scriitor și filosof.
- Patriarhul Teoctist, pe numele de mirean Toader Arăpașu (n. 7 februarie 1915, sat Tocileni, județul Botoșani – d. 30 iulie 2007, București) a fost Patriarh al Bisericii Ortodoxe Române între anii 1986-2007;
- Auxențiu Vărzărescu (1655 - 1715), primul episcop catolic de rit armean de Gherla.

## Politică
- Grigore Alexandru Ghica (1807- d. 1867), a fost ultimul domn al Principatului Moldovei sub numele Grigore al V-lea Ghica.
- Renate Weber (n. 3 august 1955, Botoșani), juristă, fost consilier al președintelui Traian Băsescu pe probleme juridice. Europarlamentar din partea PNL.
- Raluca Turcan (n. 2 aprilie 1976, Botoșani), politician român, deputat de Sibiu în Parlamentul României;
- Mugur Călinescu (1965 - 1985), tânăr opozant al regimului comunist;
- Augustin Daniel Humelnicu (n. 1971), senator;
- Tudor Chiuariu (n. 1976), fost ministru al Justiției.

## Armată
- Gheorghe Avramescu (n. 26 ianuarie 1884, Botoșani - d. 3 martie 1945 Jászberény, Ungaria) a fost un general de armată, care s-a distins în luptele celui de-al Doilea Război Mondial.
- Dan Vizanty (n. 9 februarie 1910, Botoșani – d. 12 noiembrie 1992, Paris) - pilot militar care a luptat în al Doilea Război Mondial, unul dintre așii aviației de vânătoare române.
- Vasile Ionel (n. 22 martie 1927, Botoșani), general de armată, care a îndeplinit funcția de șef al Marelui Stat Major al Armatei Române (1989-1991);
- Anibal Dobjanschi (1893 - 1994), colonel, primar al Chișinăului;
- Iuliu Dunca (1825 - 1907), general de brigadă, prefect al județului Constanța;
- Nicolae Pisoski (1810 - 1888), maior, pașoptist, unionist.

## Sport
- Elisabeta Lipă (n. 26 octombrie 1964), canotoare, multiplă medaliată cu aur la Jocurile Olimpice, mondiale și europene;
- Andreea Aanei (n. 1993), halterofilă;
- Alin Alexuc-Ciurariu (n. 1990), luptător specializat în lupte greco-romane;
- Andreea Arsine (n. 1988), atletă;
- Petru Sudureac (n. 1974), sportiv la lupte greco-romane;
- Valeriu Bordeanu (n. 1977), fotbalist;
- Adelina Cojocariu (n. 1988), canotoare;
- Alexandru Corneschi (n. 1991), atlet.

## Alte domenii
- Isaac Leon Kandel (1881 – 1965), profesor;
- Mimul Mișu (1888 - 1953), dansator de balet, actor, regizor n.  ?
- Max Weber (1920 -1969), dirijor, compozitor, violonist și om de cultură muzicală de profesie avocat, organizează viața muzicală botoșăneană, întemeiază o orchestră simfonică și conduce Filarmonica Botoșani ca director în perioada 1944 - 1969 și Teatrul de Păpuși Vasilache Botoșani în perioada 1953 - 1956[2][3]
- Reuven Feuerstein (1921 - 2014), psiholog și pedagog israelian
- Mihai Mălaimare (n. 27 august 1950), actor, inițiator și director al Teatrului Masca din București
- Florin Zamfirescu (1962 - 2010), jurnalist
- Mihai Donțu, actor și regizor de teatru român (1973 - 2020)[4][5]
- Vlad Ivanov (n. 1969), actor